# Othreis ancilla
Othreis ancilla är en fjärilsart som beskrevs av Pieter Cramer 1777. Othreis ancilla ingår i släktet Othreis och familjen nattflyn. Inga underarter finns listade i Catalogue of Life.